# Грута (гмина)
Грута (пол. Gruta) — сельская гмина (волость) в Польше, входит как административная единица в Грудзёндзский повет, Куявско-Поморское воеводство. Население — 6595 человек (на 2004 год).

## Сельские округа
1. Анново
2. Богушево
3. Домбрувка-Крулевска
4. Голембевко
5. Грута
6. Ясево
7. Китново
8. Мелно
9. Мелно-Цукровня
10. Ницвалд
11. Оконин
12. Орле
13. Племента
14. Покшивно
15. Сально
16. Слуп
17. Викторово

## Соседние гмины
1. Гмина Грудзёндз
2. Гмина Ласин
3. Гмина Радзынь-Хелминьски
4. Гмина Рогузьно
5. Гмина Свеце-над-Осой